# Ocampo (apellido)
El  apellido Ocampo, cuyo significado se puede interpretar como "del campo", el origen exacto se desconoce pero puede ser ubicado en Galicia y el norte de Portugal. Los primeros conquistadores que llegaron al Nuevo Mundo con este apellido fueron Gonzalo de Ocampo y Diego de Ocampo alrededor de 1520. El apellido cuenta con un escudo de armas.